# 休·哈德森
休·哈德森（英語：Hugh Hudson，1936年8月25日—2023年2月10日），英国电影导演，英国由纪录片及电视广告导演转型为电影导演的人之一，代表作《烈火战车》是1981年的奥斯卡金像奖与英国电影学院奖得主，并被英國電影協會列入百大电影名单。哈德森在电影界取得成功后亦仍有执导商业广告，例如在1989年与上奇广告合作为英国航空制作过一则竞争广告。

## 早年
哈德森出生于伦敦的威尔贝克街27号，是父亲迈克尔与第二任妻子所生的唯一的孩子，母亲来自什罗普郡东北部的一个偏远地区。迈克尔的祖先来自苏格兰和坎伯兰，其曾祖父查尔斯·唐纳森-哈德森在世时是斯塔福德郡紐卡斯爾安德萊姆议会的一名保守派。哈德森于6岁时开始上学，最初就读于一间寄宿学校，中学则进入伊顿公学就读。1956年1月28日，哈德森赴龍騎兵衛隊服國民役，后来被升为二级中尉，并在陆军预备役挂名担任中尉，直至1960年1月16日离任。

## 职业生涯

### 纪录片及电影
1960年代，有过三年纪录片导演经历的哈德森与两名搭档合创了一家纪录片公司。该公司在1960年代斩获了众多奖项，一度引领纪录片潮流。
后来哈德森开始踏足电视广告领域。他曾与亞倫·帕克、雷利·史考特、托尼·斯科特等人合作，为1968年成立的斯科特会社（英語：Ridley Scott Associates）制作商业广告。1979年，哈德森加入《午夜快車》第二导演组，踏入电影行业。
1973年至1975年间，哈德森创作并导演了一部纪录片，通过一级方程式赛车锦标赛五届冠军得主胡安·曼努埃尔·范吉奥的口吻，向观众介绍了赛车运动的有关情况。
1979年至1980年，在推掉众多其他制片方的邀请后，哈德森推出了其职业生涯中的第一部个人导演作品《烈火战车》。此片被一些人认为令英国当时日益低迷的电影行业重获生机，纽约时报的文森特·坎比则在1981年的一篇文章中将此片称为“一部关于杰出人物的杰出电影”，并认为其能拥有如此高的质量应同时归功于导演哈德森及编剧柯林·威爾藍。该片在1981年上映后斩获四项奥斯卡奖，哈德森亦借此获得最佳导演提名。此外，哈德森的好友及同事范吉利斯为该片制作的一首配乐也获得了一项奥斯卡奖。 同年，《烈火战车》获于第34屆坎城影展上展出。
2017年，《烈火战车》被再次播放，作为对巴黎申办2024年夏季奥林匹克运动会的支持。
哈德森的第二部作品为1984年的《泰山王子》，该片同时也是演员拉爾夫·理查德森的最后一部作品，他于当年凭借本片获得奥斯卡最佳配角奖提名，影片本身则获得四项奥斯卡奖提名，
1985年，哈德森导演的《革命》上映，讲述了一个发生在美国独立战争时期的故事。值得一提的是，本片上映时并未制作完成，反响亦不甚理想，哈德森于当年因为此片被金酸莓提名最差导演。
1989年，哈德森导演的《迷失天使》在第42屆坎城影展上获得金棕榈奖提名。本片由唐纳德·萨瑟兰及野獸男孩成员亞當·霍羅維茨主演，描述了一名加利福尼亚州男孩的叛逆童年。
1999年，哈德森导演的《英伦四月天》上映。次年，由哈德森导演的《梦游非洲》被选为第53屆坎城電影節闭幕影片。
2006年，有报道指哈德森正在与約翰·海曼合作制作一部关于埃及法老阿肯那顿及其王后娜芙蒂蒂的电影，影片主要集中于二人紧张起伏的关系。
2008年，哈德森对《革命》进行了重制，并邀请艾尔·帕西诺作旁白。觀察家報影评人菲利普·弗伦奇表示旧版的《革命》受到了广泛的误解及不公平对待，新版本更是让他觉得这是一部杰作。他认为此片应该在优秀电影中拥有一席之地，并迟早会收获到属于它的观众。
2012年，哈德森共同导演了《烈火战车》的舞台剧版本。该计划系由哈德森本人提出，目的是支持当年的伦敦奥运会。同年，哈德森宣布将参与执导电影《北极大冒险》，该片主要讲述一名小孩在北极冰川日渐融化的背景下出手援助一个北极熊家庭的故事。哈德森同时负责剧本创作。
《北极大冒险》最终于2014年上映，最终导演定为羅傑·史波提斯伍德与白兰度·奎利西，且名称亦有所变动。
2016年，哈德森导演了职业生涯中的首部戏剧作品《萨勒姆的女巫》。该作品为羅伯特·沃德同名作品的翻拍，原著作者为美国的剧作家亞瑟·米勒。同年哈德森在不伦瑞克国家剧院对该作进行展出，并由英国艺术家布萊恩·克拉克负责舞台布景及手绘背景幕布。哈德森其后举办了第二轮演出，以供上一次未能买到票的观众观看。
2016年，哈德森导演了一部名为《阿尔塔米拉》的古装电影，由安东尼奥·班德拉斯及鲁伯特·埃弗里特主演，讲述了西班牙一座同名洞窟的发现历程。该片先是在美国两个城市上映，其后通过Netflix在美国其他地区、加拿大及英国上映。此外，该片在引入西班牙后亦取得极大成功。

### 广告
1988年，哈德森仿照1936年纪录片《夜邮》的风格，为英国铁路制作了一个2.5分钟的广告。哈德森在广告开头使用了诗人威斯坦·休·奥登专门描述《夜邮》的诗句，并由湯姆·寇特內旁白念出。
哈德森大受好评的广告作品包括其为英国航空、飛雅特Strada汽车、金邊臣等制作的商业广告。其中英国航空的广告持续播放了将近十年，并被投放至超过80个国家，2007年，哈德森在为另一家航空公司制作广告时再次对这则广告进行模仿。
除以上广告作品之外，哈德森也为勇气麦酒厂、仙山露等导演过商业广告，以及于1987年为英国工党制作过一则竞选广告。

## 个人生活
哈德森于1977年8月25日与画家苏珊·卡罗琳·米基（1946年12月8日—）结婚，米基于1978年诞下了一个儿子。2003年11月，哈德森与第二任妻子玛瑞亚·达波结婚，达波是一名演员，曾在1987年出演《鐵金剛大戰特務飛龍》。
2023年2月10日，哈德森于伦敦查林十字医院去世。

## 荣誉
2003年，哈德森在第50届坎城國際創意節年度颁奖典礼上获得一个特别狮子奖。该奖项仅颁给曾在坎城國際創意節大奖赛上胜出过一次以上的导演，哈德森符合条件的作品为分别在1972年及1978年为Levi's及Coty制作的广告。
2007年8月，法国尼姆的一个影展上连续五天展示了哈德森的8部作品。该影展为傑哈·德巴狄厄及让-克洛德·卡里埃所设立，旨在每年一度展示一名导演在当年的工作成果。
2008年10月，法国迪纳尔英国影片节展示了哈德森的作品。该次影展以《英伦四月天》作为开幕影片，展示了哈德森的五部电影作品以示致敬，并设有关于《革命》重制版的问答环节，由哈德森本人对观众的问题进行解答。